# ضوس (النادرة)
ضوس هي إحدى قرى عزلة حدة بمديرية النادرة التابعة لمحافظة إب، بلغ تعداد سكانها 157 نسمة حسب تعداد اليمن لعام 2004.